# 山伏 (赤石山脈)
山伏（やんぶし）は、山梨県南巨摩郡早川町と静岡県静岡市葵区との境にある山である。赤石山脈の白峰南嶺に続く山で、同嶺の最南の2,000m峰であり、安倍川流域の最高峰でもある。標高2,013.2m。
山頂は開けており、荒川岳・赤石岳・聖岳・上河内岳・光岳・笊ヶ岳といった南アルプス南部の峰々や富士山・身延山地の山々などが望める。山伏岳と呼ばれることもある。山頂付近はヤナギランの群生地となっている。
井川雨畑林道の山伏峠からのアクセスが良好である。東側麓の西日影沢から蓬峠を経て登るルートもある。南北へ走る縦走路へは、北側は大谷崩、南側は百畳峠などから取り付くことができる。山頂から縦走路を南下したところには静岡市営山伏小屋（無人）があり、利用可能である。

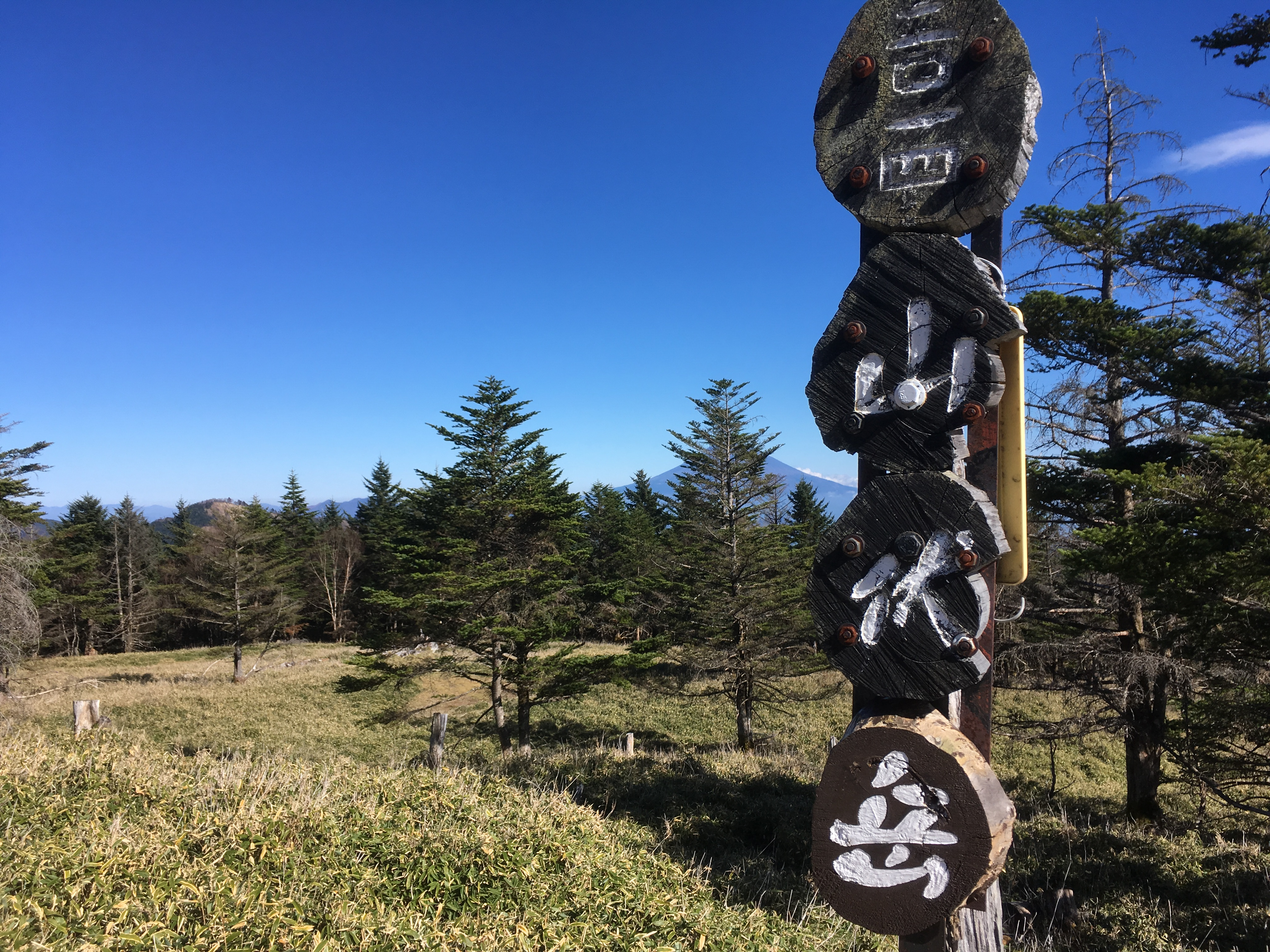
頂上付近
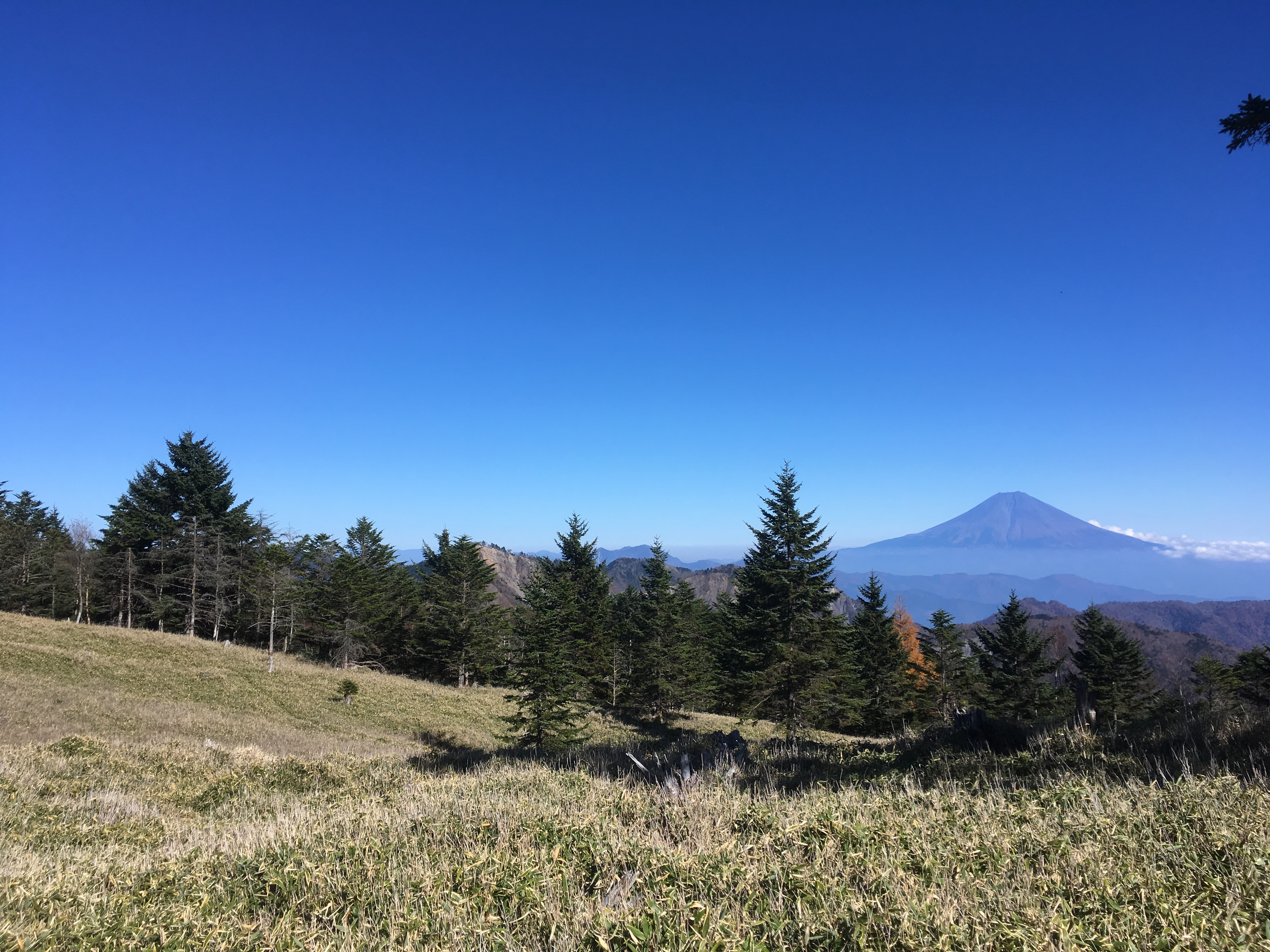
頂上付近から東北東に富士山を望む